# 扬子军
扬子军，南宋的军。
建炎元年（1127年）升扬子县置，治所在今江苏省仪征市。四年复为县；绍兴十一年（1141年）复升为军，十二年又降为县。 